# Віллінгсгаузен
Віллінгсгаузен (нім. Willingshausen) — громада в Німеччині, знаходиться в землі Гессен. Підпорядковується адміністративному округу Кассель. Входить до складу району Швальм-Едер.
Площа — 59,95 км2. Населення становить 4754 ос. (станом на 31 грудня 2020).